# Syllepte strigicincta
Syllepte strigicincta là một loài bướm đêm trong họ Crambidae.